# Bad trip
Bad trip je psychedelický stav, kdy člověk po užití halucinogenu zažívá nepříjemné vjemy. Bad trip se dá předejít správnou přípravou na psychedelický trip (set and setting).
- paranoia
- bolest/nepříjemné pocity způsobené negativními myšlenkami
- myšlenková smyčka
- pocit, že trip nikdy neskončí
- strach
- panika
- zmatení
- iluze
- halucinace těžko odlišitelné od reality
- zrychlený tep